# Labinsk
Labinsk (tiếng Nga: Лаби́нск) là một thị trấn ở Krasnodar Krai, Nga, có sông Bolshaya Laba (phụ lưu Kuban) chảy qua. Labinsk nằm cách Krasnodar 145 km về phía đông nam và Armavir 50 km về phía tây nam. Dân số: 62,864 (Điều tra dân số 2010); 61,446 (Điều tra dân số 2002); 57,958 (Điều tra dân số năm 1989); 53.000 (1972).